# ماري جاربر
ماري جاربر (بالإنجليزية: Mary Garber)‏ هي كاتبة حول الرياضة أمريكية، ولدت في 16 أبريل 1916 في نيويورك في الولايات المتحدة، وتوفيت في 21 سبتمبر 2008.